# Măzăraru
Măzăraru – wieś w Rumunii, w okręgu Vâlcea, w gminie Nicolae Bălcescu. W 2011 roku liczyła 50 
mieszkańców.